# Chinese Super League 2017
Die Chinese Super League 2017 war die 14. Spielzeit der höchsten chinesischen Fußballliga seit ihrer Gründung im Jahr 2004 und der 55. Wettbewerb um die chinesische Landesmeisterschaft. Die Saison begann am 3. März und endete am 4. November 2017. Titelverteidiger war Guangzhou Evergrande.

## Modus
Die Vereine spielten ein Doppelrundenturnier aus, womit sich insgesamt 30 Spiele pro Mannschaft ergaben. Es wurde nach der 3-Punkte-Regel gespielt (drei Punkte pro Sieg, ein Punkt pro Unentschieden). Die Tabelle wurde nach den folgenden Kriterien bestimmt:
1. Anzahl der erzielten Punkte
2. Anzahl der erzielten Punkte im direkten Vergleich
3. Tordifferenz im direkten Vergleich
4. Anzahl Tore im direkten Vergleich
5. Tordifferenz aus allen Spielen
6. Anzahl Tore in allen Spielen

Am Ende der Saison qualifizierte sich die punktbeste Mannschaft für die Gruppenphase der AFC Champions League 2018. Die Zweit- und Drittplatzierten begannen in der Play-off-Runde der Champions League. Zusätzlich nahm der Sieger des chinesischen Fußballpokals an der Gruppenphase teil. Die zwei Vereine mit den wenigsten Punkten stiegen in die zweitklassige China League One ab.

## Teilnehmer
Tianjin Quanjian schaffte als Meister der China League One 2016 zum ersten Mal in seiner Vereinsgeschichte den Aufstieg in die Chinese Super League. Auch der zweite Aufsteiger, Guizhou Zhicheng, spielte bis dato noch nie in der höchsten chinesischen Liga.
Die zwei Aufsteiger ersetzten die zwei letztplatzierten Vereine der Saison 2016, Hangzhou Greentown und Shijiazhuang Ever Bright. Shijiazhuang Ever Bright musste nach zwei Jahren in der Chinese Super League wieder in die China League One zurück. Für Hangzhou Greentown bedeutete der Abstieg das Ende seiner zehnjährigen Zugehörigkeit zum chinesischen Fußball-Oberhaus.
| Verein                  | Beheimatet in, Provinz | Stadion                                 | Kapazität |
| ----------------------- | ---------------------- | --------------------------------------- | --------- |
| Beijing Guoan           | Peking (RU)            | Arbeiterstadion                         | 66.161    |
| Changchun Yatai         | Changchun, Jilin       | Development Area Stadium                | 25.000    |
| Chongqing Lifan         | Chongqing (RU)         | Chongqing Olympic Sports Center         | 58.680    |
| Guangzhou Evergrande    | Guangzhou, Guangdong   | Tianhe-Stadion                          | 58.500    |
| Guangzhou R&F           | Guangzhou, Guangdong   | Yuexiushan Stadium                      | 28.000    |
| Guizhou Zhicheng        | Guiyang, Guizhou       | Olympisches Stadion Guiyang             | 51.636    |
| Hebei China Fortune     | Qinhuangdao, Hebei     | Olympisches Sportzentrum Qinhuangdao    | 33.572    |
| Henan Jianye            | Zhengzhou, Henan       | Zhengzhou-Hanghai-Stadion               | 29.860    |
| Jiangsu Suning          | Nanjing, Jiangsu       | Nanjing Olympic-Sports-Center-Stadion   | 61.443    |
| Liaoning Hongyun        | Shenyang, Liaoning     | Olympisches Stadion Shenyang            | 60.000    |
| Shandong Luneng Taishan | Jinan, Shandong        | Olympisches Stadion Jinan               | 56.808    |
| Shanghai SIPG           | Shanghai (RU)          | Shanghai-Stadion                        | 56.842    |
| Shanghai Shenhua        | Shanghai (RU)          | Shanghai-Hongkou-Fußballstadion         | 33.060    |
| Tianjin Quanjian        | Tianjin (RU)           | Haihe Educational Football Stadium      | 30.000    |
| Tianjin Teda            | Tianjin (RU)           | Tianjin Olympic Centre Stadium          | 54.696    |
| Yanbian Funde           | Yanji, Jilin           | Yanji Nationwide Fitness Centre Stadium | 30.000    |

## Abschlusstabelle
| Pl. | Verein                      | Sp. | S  | U  | N  | Tore    | Diff. | Punkte |
| --- | --------------------------- | --- | -- | -- | -- | ------- | ----- | ------ |
| 1.  | Guangzhou Evergrande (M, P) | 30  | 20 | 4  | 6  | 069:420 | +27   | 64     |
| 2.  | Shanghai SIPG               | 30  | 17 | 7  | 6  | 072:390 | +33   | 58     |
| 3.  | Tianjin Quanjian (N)        | 30  | 15 | 9  | 6  | 046:330 | +13   | 54     |
| 4.  | Hebei China Fortune         | 30  | 15 | 7  | 8  | 055:380 | +17   | 52     |
| 5.  | Guangzhou R&F               | 30  | 15 | 7  | 8  | 059:460 | +13   | 52     |
| 6.  | Shandong Luneng Taishan     | 30  | 13 | 10 | 7  | 049:330 | +16   | 49     |
| 7.  | Changchun Yatai             | 30  | 12 | 8  | 10 | 046:410 | +5    | 44     |
| 8.  | Guizhou Zhicheng (N)        | 30  | 12 | 6  | 12 | 039:450 | −6    | 42     |
| 9.  | Beijing Guoan               | 30  | 11 | 7  | 12 | 042:420 | ±0    | 40     |
| 10. | Chongqing Lifan             | 30  | 9  | 9  | 12 | 037:400 | −3    | 36     |
| 11. | Shanghai Shenhua            | 30  | 9  | 8  | 13 | 052:550 | −3    | 35     |
| 12. | Jiangsu Suning              | 30  | 7  | 11 | 12 | 040:450 | −5    | 32     |
| 13. | Tianjin Teda                | 30  | 8  | 7  | 15 | 030:490 | −19   | 31     |
| 14. | Henan Jianye                | 30  | 7  | 9  | 14 | 034:460 | −12   | 30     |
| 15. | Yanbian Funde               | 30  | 5  | 7  | 18 | 032:640 | −32   | 22     |
| 16. | Liaoning Hongyun            | 30  | 4  | 6  | 20 | 030:740 | −44   | 18     |

| Zum Saisonende 2017: |
| Chinesischer Meister und Teilnahme an der Gruppenphase der AFC Champions League 2018 Teilnahme an der Play-off-Runde zur AFC Champions League 2018 Pokalsieger und Teilnahme an der Gruppenphase der AFC Champions League 2018 Abstieg in die China League One 2018 |

| Zum Saisonende 2016: |                                                                               |
| (M)                  | Amtierender Meister: Guangzhou Evergrande                                     |
| (P)                  | Amtierender Pokalsieger: Guangzhou Evergrande                                 |
| (N)                  | Aufsteiger aus der China League One 2016: Tianjin Quanjian & Guizhou Zhicheng |

## Torschützenliste
Bei gleicher Anzahl von Toren sind die Spieler alphabetisch sortiert.
| Platz                  | Nat                 | Spieler           | Mannschaft              | Tore |
| ---------------------- | ------------------- | ----------------- | ----------------------- | ---- |
| 01                     | Israel              | Eran Zahavi       | Guangzhou R&F           | 27   |
| 02                     | Brasilien           | Ricardo Goulart   | Guangzhou Evergrande    | 20   |
|                        | Argentinien         | Ezequiel Lavezzi  | Hebei China Fortune     | 20   |
|                        | China Volksrepublik | Wu Lei            | Shanghai SIPG           | 20   |
| 05                     | Gambia              | Bubacarr Trawally | Yanbian Funde           | 18   |
| 06                     | Brasilien           | Hulk              | Shanghai SIPG           | 17   |
| 07                     | Spanien             | Jonatan Soriano   | Beijing Guoan           | 16   |
| 08                     | Nigeria             | Odion Ighalo      | Changchun Yatai         | 15   |
|                        | Kroatien            | Nikica Jelavić    | Guizhou Zhicheng        | 15   |
|                        | Kolumbien           | Giovanni Moreno   | Shanghai Shenhua        | 15   |
|                        | Brasilien           | Alexandre Pato    | Tianjin Quanjian        | 15   |
|                        | Brasilien           | Diego Tardelli    | Shandong Luneng Taishan | 15   |
| Stand: Ende der Saison |                     |                   |                         |      |

## Trainerwechsel
| Datum             | Mannschaft | Mannschaft       | Tabellenplatz | Trainer             | Grund                 | Nachfolger        | Quelle |
| ----------------- | ---------- | ---------------- | ------------- | ------------------- | --------------------- | ----------------- | ------ |
| 4. November 2016  |            | Shanghai SIPG    | Winterpause   | Sven-Göran Eriksson | Entlassung            | André Villas-Boas | [ 2 ]  |
| 23. November 2016 |            | Beijing Guoan    | Winterpause   | Xie Feng (interim)  | Ende der Interimszeit | José González     | [ 3 ]  |
| 29. November 2016 |            | Shanghai Shenhua | Winterpause   | Gregorio Manzano    | Vertragsauflösung     | Gustavo Poyet     | [ 4 ]  |